# Епархия Аманции
Епархия Аманции (лат. Dioecesis Amantiana) — титулярная епархия Римско-Католической церкви.

## История
Античный греческий город Аманция, идентифицируемый сегодня с археологическими раскопками возле населённого пункта Plloçë в 35 километрах от города Влёра в Албании, находился в римской провинции Эпир Новый диоцеза Македония и в первые века христианства был центром одноимённой епархии, которая входила в митрополию Дурреса. До половины VIII века епархия Аманции входила в Римскую церковь. Известен единственный епископ Амации по имени Евлалий, который участвовал в 344 году в Сардикийском соборе, где принял сторону ариан .

## Епископы
- епископ Евлалий (упоминается в 344 году) — сторонник арианства;

## Титулярные епископы
- архиепископ Эдуард Идрис Кассиди (27.10.1970 — 28.06.1991), назначен кардиналом;
- епископ Иоанн Лику Ада (11.10.1991 — 11.11.1994), назначен архиепископом Уюнг-Панданга;
- епископ Дьюла Марфи (11.11.1995 — 14.08.1997), назначен архиепископом Веспрема;
- епископ Daniel Robert Jenky C.S.C.[3] (21.10.1997 — 12.02.2002), назначен епископом Пеории;
- архиепископ Павел Чанг Ин-нам (19.10.2002 — по настоящее время).

## Источник
- Annuario Pontificio, Libreria Editrice Vaticana, Città del Vaticano, 2003, ISBN 88-209-7422-3
- Pius Bonifacius Gams, Series episcoporum Ecclesiae Catholicae, Leipzig 1931, стр. 408  (лат.)
- Michel Lequien, Oriens christianus in quatuor Patriarchatus digestus, Parigi 1740, Tomo II, coll. 250—251  (лат.)
- Daniele Farlati-Jacopo Coleti, Illyricum Sacrum, vol. VII, Venezia 1817, стр. 394—395  (лат.)
- Siméon Vailhé, v. Amantia, in Dictionnaire d’Histoire et de Géographie ecclésiastiques, vol. XII, Parigi 1953, coll. 953—954  (фр.)